# Amnosia ochracea
Amnosia ochracea är en fjärilsart som beskrevs av Hans Fruhstorfer 1908. Amnosia ochracea ingår i släktet Amnosia och familjen praktfjärilar. Inga underarter finns listade i Catalogue of Life.